# Pumapunku-Monolith
Der Pumapunku-Monolith (bzw. Pumapunku-Stele) ist ein Monolith der Tiwanaku-Kultur. Er wurde westlich vom Pumapunku-Vorplatz in der Ruinenstätte Tiwanaku im heutigen Bolivien entdeckt. Im Jahr 1877 wurde die 2,7 m große Stele umgeworfen und zerbrach.

## Basisdaten
Der aus Sandstein bestehende Monolith ist 2,7 m groß. Die Ikonografie des Pumapunku-Monolithen ist nach Anna Guengerich und John W. Janusek ununterscheidbar, da er stark erodiert ist. Er wurde westlich des Pumapunku-Vorplatzes gefunden und ist einem bestimmten Monolithen-Genre der Tiwanaku-Kultur zuzuordnen, den sogenannten Präsentationsmonolithen.
Der Pumapunku-Monolith ist erstmals in Fotografien dokumentiert, die 1876 von Theodore Ber und Kollegen aufgenommen wurden. Auf diesen Fotos ist der Monolith vollständig intakt und zeigt noch keine erheblichen Witterungspuren. Mittlerweile weist er starke Witterungsspuren auf, weshalb die Körper-Ikonografie nicht mehr genau zu erkennen ist. Der Pumapunku-Monolith trägt ein Kleidungsstück, das einer Tunika ähnelt und durch einen aufgeweiteten, ungeteilten unteren Teil unterhalb des Gürtels gekennzeichnet ist, mit Linien, die Ärmel entlang des Rumpfes oder der Arme anzeigen.